# Villa Monti
Villa Gualdo Masiero Pegoraro Monti Urbani, detta anche, più semplicemente Villa Monti, si trova ai piedi del colle di Creazzo, in provincia di Vicenza. Si tratta di una delle Ville Venete più particolari e ricche di storia della provincia.

## Storia
Risalgono al 1400 le prime fonti attestanti la presenza di un edificio nobile nell'area dove oggi sorge Villa Monti. La prima struttura venne commissionata dal conte Ferdinando Gualdo come dimora di rappresentanza, considerata la posizione strategica alle porte di Vicenza e alle pendici del colle di Creazzo. Di questa prima edificazione rimane integro soltanto un rustico con un arco tardo gotico collegato alla struttura principale.
Nel tempo la struttura è passata di proprietà alle famiglie Masiero, Pegoraro e alla famiglia Monti. Una targa sulla facciata attesta questo ultimo passaggio di proprietà con questa dicitura: "Monti Luigi Giovanni questa possessione per sé ed eredi, 1899".
Oggi la villa è una residenza privata e studio professionale, dal 2012 è stata inserita nell'elenco delle Ville Venete tutelate di interesse provinciale.

## Architettura
Non si hanno informazioni architettoniche in merito alla prima edificazione quattrocentesca anche se diversi documenti dell'epoca attestano che si trattasse di una importante struttura di rappresentanza.
Le successive modifiche strutturali che hanno portato fino all'attuale conformazione sono state in parte realizzate con materiali originali dell'epoca.
Villa Monti si sviluppa a pianta rettangolare su due piani. La facciata è costituita da quattro importanti colonne ioniche centrali e da due pilastri binati posti alle estremità (anch'essi con capitelli ionici). Un'ampia loggia coperta nasconde la porta d'ingresso. L'imponenza trasmessa dalla facciata è frutto di una attento studio delle proporzioni generali e della mole dei pilastri che differenziano Villa Monti dalla maggior parte delle altre Ville Venete.
Fino a inizio Novecento la loggia era divisa orizzontalmente da un soppalco che costituiva una sorta di balconata coperta. Oggi tale struttura lignea è stata smantellata col fine di rispettare l'originalità del progetto seicentesco e settecentesco.
Si segnala all'interno come elemento di rilievo al pian terreno a destra dell'ingresso un camino databile al sei/settecento.
Oggi Villa Monti è in eccellenti condizioni di conservazione grazie alle ristrutturazioni che si sono susseguite nel Novecento (il principale attribuito a Luigi Giovanni Monti).

## Il parco

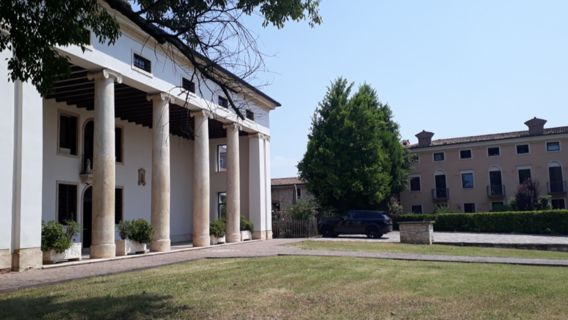
Facciata di Villa Monti vista dal parco privato.

Il parco privato antistante Villa Monti ospita un Bagolaro, o "Spaccasassi" (Celtis australis), un albero secolare censito come bene di interesse naturalistico e sottoposto alle misure specifiche per la tutela e la conservazione dei grandi alberi secondo le normative provinciali.